# Orchestra Sinfonica di Shanghai
La Orchestra Sinfonica di Shanghai (SSO), (Cinese: 上海交响乐团) è un'importante orchestra di Shanghai, in Cina. Il direttore musicale è Yu Long.
La Orchestra Sinfonica di Shanghai fu fondata nel 1879 e fu la prima orchestra sinfonica cinese. Originariamente era nota come la banda pubblica di Shanghai. Poi si espanse nel 1907 in un'orchestra. Nel 1922 fu ribattezzata Orchestra sinfonica del consiglio comunale di Shanghai.

## Storia dell'Orchestra

### 1879
La Orchestra Sinfonica di Shanghai fu fondata come Banda Pubblica di Shanghai.
Il flautista francese Jean Remusat fu nominato direttore d'orchestra. All'epoca era considerato "il miglior flautista europeo e il principale flauto solista dei teatri di Parigi e Londra" dal North-China Herald di Shanghai.
I musicisti erano tutti filippini e il pubblico era europeo delle concessioni.

### 1907
Seguì come direttore d'orchestra il tedesco Rudolf Buck. Portò 8 musicisti dalla Germania e dall'Austria come capi di diverse sezioni. Iniziarono autentiche esibizioni musicali orchestrali e le sue regole divennero standardizzate, con regolari stagioni di concerti estivi e invernali, tra cui il concerto dei coupon europei e il concerto delle passeggiate. La musica suonata divenne più diversificata; c'erano tuttavia solo 39 persone nella banda, quindi le canzoni eseguite erano piuttosto brevi.

### 1919
Mario Paci, che era un pianista italiano, prese la direzione. Ricostruì la banda in accordo con le orchestre urbane europee. Andò in Europa per il reclutamento di musicisti italiani, tra cui Arrigo Foa, che si era diplomato al Conservatorio di Milano e divenne in seguito vice direttore. Paci guidò l'orchestra per 23 splendidi anni, trasformandola nella "migliore dell'Estremo Oriente".

### 1922
La band fu ribattezzata Orchestra Sinfonica del Consiglio Comunale di Shanghai. Durante i 23 anni successivi dell'"Era Paci", l'Orchestra suonò un tipo di musica diverso e collaborò con famosi musicisti europei e di tutto il mondo.

### 1923
Era la prima volta che il pubblico cinese appariva nel concerto dell'orchestra. Sebbene l'orchestra servisse principalmente per gli stranieri dalle concessioni, a Paci interessava molto coltivare il pubblico e i talenti musicali cinesi. 5 anni dopo i concerti estivi all'aperto furono aperti al pubblico cinese per la prima volta. Più tardi, gli spettatori cinesi costituivano il 24% del pubblico.

### 1942
I giapponesi rilevarono l'orchestra e la ribattezzarono Orchestra Sinfonica di Shanghai. Foa giunse come direttore a maggio. Durante questo periodo speciale, le attività musicali non solo evitarono soppressioni, ma diventarono più attive che mai. Quando la seconda guerra mondiale finì fu rilevata dal governo nazionale e il suo nome cambiò in Orchestra Municipale di Shanghai. I musicisti europei se ne andarono uno dopo l'altro, offrendo opportunità ai musicisti cinesi. Stavano maturando i tempi perché i cinesi potessero padroneggiare l'orchestra e la vita musicale della Cina.

### 1919-1948
"La più grande orchestra dell'Estremo Oriente".

### 1956
L'orchestra ufficialmente era conosciuta come la Orchestra Sinfonica di Shanghai.

### Ottobre 1950
Comparì Yijun Huang come direttore d'orchestra sul palcoscenico sinfonico.

### Dicembre 1984
Il direttore Xieyang Chen divenne il direttore dell'orchestra. Sotto la guida di Xieyang Chen, l'orchestra si imbarcò in una riforma su larga scala. Stabilì la stagione dei concerti dell'SSO, istituì l'istituzione del direttore musicale, introdusse un sistema di contratti di lavoro e fondò la Fondazione Cinese di Sviluppo Sinfonico e la Società di Shanghai degli Amanti della Sinfonia. Avviò anche una tournée globale, portando l'orchestra sul palcoscenico mondiale.

### 1986
L'orchestra implementò il sistema di direttore musicale. Xieyang Chen diventò il primo direttore. Long Yu, alla data di gennaio 2019, è il direttore.

### 15 aprile 2014

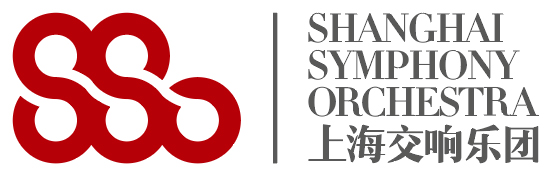
Il nuovo logo della Orchestra Sinfonica di Shanghai.

L'SSO cambiò il logo. Il nuovo simbolo della Orchestra Sinfonica di Shanghai nasce dal rapporto tra musica ed essere umano. Il corpo principale del simbolo è circolare e rappresenta l'armonia e la diffusione del suono. Nella forma circolare di base, l'uso delle note tagliate integra questi due elementi. Questi cerchi aperti rappresentano lo stile di Shanghai.
I cerchi si piegano e formano due S e una O. Formano un "SSO", che rende omaggio alla precedente edizione del logo della Orchestra Sinfonica di Shanghai. Nel suo complesso, l'intero logo è una combinazione di persone, proprio come la combinazione dell'orchestra, che incarna la sinfonia nel suo insieme formata da individui. Allo stesso tempo riflette l'armonia e l'unità in generale.
Il nuovo logo ha anche il senso delle onde, che ha un'associazione tra fiume e acqua. In realtà questa è la prima caratteristica di Shanghai, una metropoli sulla costa occidentale del Pacifico.

## Prestazioni importanti
L'orchestra ha partecipato al Festival d'Arte Cinese, Cina Shanghai International Arts Festival, Shanghai Spring International Music Festival, Festival Internazionale di Musica di Pechino, Festival d'Arte di Hong Kong, Festival di Musica Internazionale di Macao, Festival "Primavera Aprile" della Corea del Nord e così via. Ha vinto numerosi premi. Si occupa inoltre fella riunione Asiatisch-Pazifische Wirtschaftsgemeinschaft di Shanghai e si è esibita all'incontro per la top 500 mondiale.

### 14 ottobre 1990
L'orchestra ha tenuto un concerto speciale per celebrare il 100º anniversario alla Carnegie Hall di New York. Gli Stati Uniti invitarono l'orchestra a suonare. Cento anni fa il primo concerto nella Carnegie Hall fu diretto da Čajkovskij. Un centinaio di anni più tardi, un'orchestra sinfonica composta esclusivamente da musicisti cinesi salì sul palco per la prima volta e conquistò il plauso dei 2300 spettatori presenti. Il giorno seguente l'SSO fu considerata come "un'orchestra di livello mondiale" dal New York Daily News.

### 20 giugno 2004
La SSO ha tenuto un concerto per celebrare il 125º anniversario nella Sala della Filarmonica di Berlino. (Diventò la prima orchestra cinese ad esibirsi alla Filarmonica di Berlino)

### 2010
La SSO andò a New York come l'unica orchestra sinfonica cinese invitata a tenere un concerto a Central Park. Il concerto era in onore del World Expo di Shanghai e dell'apertura di una serie annuale di concerti sinfonici a Central Park. Questo segnalò un altro profondo contatto di Shanghai con il mondo.

### Settembre 2003
SSO ha tenuto un tour in undici città americane.

### 2004
L'SSO ha fatto un tour dell '"Anno della cultura franco cinese in Europa"..

### Stagione musicale 2012 - 2013
Ci furono 55 artisti "schierati" per collaborare con orchestre internazionali. La serie "Beethoven World Records" catturò l'attenzione della gente.

### Settembre 2014
La Sala da Concerti della SSO ha aperto al pubblico, portando l'orchestra a un nuovo modello di funzionamento. Non segna solo la realizzazione del suo sogno che attraversa tre secoli, ma rappresenta anche un passo importante verso l'essere un'orchestra di alto livello nel mondo.

## Direttore musicale

### L'impatto di Long Yu
Il Maestro Yu Long è il direttore musicale della Orchestra Sinfonica di Shanghai. È anche direttore artistico e direttore principale dell'Orchestra Filarmonica della Cina, direttore musicale dell'Orchestra Sinfonica di Canton, presidente del Consiglio Artistico del Festival Musicale Internazionale di Pechino e del comitato artistico dello Shanghai Oriental Art Center.
Jindong Cai, che insegna alla Stanford University, ha dichiarato: "Ha fatto molto per lo sviluppo della musica classica in Cina e sa come mettere insieme una buona orchestra." Dal momento che il signor Yu è la persona più influente nelle tre orchestre più importanti della Cina, è una persona notevole nello sviluppo della musica classica in Cina. Dopo aver studiato in Europa, è tornato in Cina con ciò che ha imparato. Per ottenere il proprio stile, ha mescolato ciò che ha imparato con lo studio della musica cinese e ha creato un'importante musica classica occidentale in Cina.